# Irving Stowe
Pour les articles homonymes, voir Stowe.
Irving Harold Stowe, né Irving Strasmich le 25 juillet 1915 et mort le 28 octobre 1974, est un avocat et militant écologiste américain, surtout connu pour être l'un des fondateurs de l'ONG Greenpeace.

## Biographie
Irving Stowe est né à Providence, dans l'État de Rhode Island. Diplômé d'économie à l'université Brown, il a également fait des études de droit à l'université Yale. Par ailleurs, dans les années 1930, il commence à étudier le mandarin en pensant que ce sera la langue de l'avenir.
En 1961, Stowe s'installe avec sa femme Dorothy et leurs deux enfants en Nouvelle-Zélande, où il enseigne la loi maritime à l'université d'Auckland. Il rejoint en outre les protestations contre la guerre du Viêt Nam. Juifs de naissance, lui et sa femme rejoignent cependant la Société religieuse des Amis, adoptant comme nom Stowe, en hommage à l'auteure abolitionniste Harriet Beecher Stowe. 
En 1966, c'est à Vancouver, au Canada, que Stowe et sa famille s'installent. Là-bas, il devient un activiste à plein temps, en créant notamment un petit groupe de militants avec pour objectif de faire cesser les essais nucléaires sur l'île d'Amchitka, qu'il nomme Don't Make a Wave Committee. Les activistes Marie et Jim Bohlen, Patrick Moore ainsi que Paul Coté font partie des premiers membres de ce mouvement.
Passionné par la musique, et afin de financer la première expédition de Greenpeace, il organise un concert de charité, désormais connu sous le nom d'Amchitka, avec notamment Joni Mitchell, James Taylor et Phil Ochs.
En 1972, le mouvement Don't Make a Wave Committee évolue en devenant officiellement Greenpeace. Deux ans plus tard, Stowe meurt d'un cancer du pancréas, à l'âge de 59 ans. Après sa mort, des journalistes lui rendent hommage en le décrivant comme étant « un homme de principes ».